# Rudolf Arnheim
Rudolf Arnheim (Berlino, 15 luglio 1904 – Ann Arbor, 9 giugno 2007) è stato uno scrittore, storico dell'arte e psicologo tedesco.

## Biografia

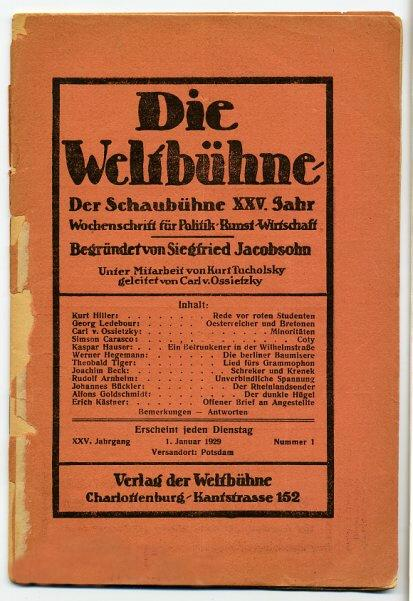
Die Weltbühne Numero 1, 1º gennaio 1929. Con il contributo di Kurt Tucholsky (Kaspar Hauser, Theobald Tiger, Ignaz Wrobel), Carl von Ossietzky (Sansone Carasco), Werner Hegemann, Rudolf Arnheim, Erich Kästner, Walter Mehring, Bruno Manuel, Kurt Hiller

Formatosi alla scuola della Psicologia della Gestalt fondata da Max Wertheimer, Rudolf Arnheim cominciò la propria carriera applicando gli assunti della psicologia sperimentale al cinema. A soli ventitré anni collaborava con il famoso settimanale culturale tedesco «Die Weltbühne». La fuga dai nazisti a causa della sua origine ebraica lo portò, nell'estate del 1933, a Roma, dove visse e poté sfruttare il successo ottenuto con il suo Film als Kunst (Film come arte) lavorando per l'Istituto internazionale per la cinematografia educativa (organismo collegato alla Società delle Nazioni) e dando lezioni al Centro Sperimentale di Cinematografia. Ebbe un ruolo di rilievo nella redazione di «Intercine» e «Cinema» scrisse alcune importanti voci che sarebbero dovute rientrare nell'Enciclopedia del cinema mai pubblicata.
Troppo presto anche la fuga dall'Italia diverrà una scelta obbligata e così nel 1938, in seguito all'approvazione delle leggi razziali fasciste, Arnheim fu costretto a fuggire di nuovo. Si rifugiò dapprima a Londra, dove lavorò come traduttore dal tedesco per la radio della BBC e, nel 1940, a New York, dove incontrò nuovamente il suo maestro Wertheimer e altri ebrei intellettuali fuggiti dalla Germania nazista. Dopo aver lavorato per la fondazioni Rockefeller e Guggenheim e come ricercatore per l'Office of Radio Research della Columbia University, diventò professore di psicologia dell'arte al Sarah Lawrence College, alla School for Social Research e alla Columbia. Nel 1946 ottenne la cittadinanza americana e nel 1954 pubblicò il suo libro più famoso, Arte e percezione visiva (Art and visual perception).
Arnheim lasciò New York solo nel 1968 per trasferirsi alla Harvard University. Da segnalare è anche l'uscita di un altro suo testo fondamentale, Visual Thinking, pubblicato nel 1969. Raggiunta l'età della pensione, nel 1974, sceglierà l'University of Michigan per insegnare psicologia dell'arte per altri dieci anni. Nonostante l'età, sarà questo il suo periodo più produttivo e saranno molti i libri e gli articoli dati alle stampe: il suo ultimo libro, Parables of Sunlight, è del 1989 (ma tre raccolte di saggi curate personalmente dall'autore sono uscite negli anni novanta).
Nel 2004 in occasione del compimento dei suoi cento anni (mentre Art and visual perception compiva cinquant'anni) si ebbe un risveglio di attenzione nei suoi confronti: negli Stati Uniti e in Europa, specialmente in Germania e in Italia, alcuni psicologi, filosofi, storici dell'arte, studiosi di estetica, semiotica, cinema e media colsero l'occasione per pubblicare nuovi testi e organizzare convegni e simposi in suo onore.
Muore all'età di 103 anni.

## Teorie
Arnheim credeva che la maggior parte delle persone avesse le proprie idee più produttive poco più che ventenni. Si appassionano a un'idea e trascorrono il resto della loro vita ad espanderla. L'idea produttiva o generativa di Arnheim era che il significato della vita e del mondo potesse essere percepito nei modelli, nelle forme e nei colori del mondo. Pertanto, credeva che dobbiamo studiare quei modelli e scoprire cosa significano. Credeva anche che l'opera d'arte fosse il pensiero visivo e un mezzo di espressione, non solo mettere insieme forme e colori che sembrano attraenti. L'arte è un modo per aiutare le persone a capire il mondo e un modo per vedere come il mondo cambia attraverso la tua mente. La sua funzione è mostrare l'essenza di qualcosa, come la nostra esistenza. La scrittura e il pensiero di Arnheim erano molto importanti per lui e il suo obiettivo era capire le cose da solo. Arnheim sosteneva che la visione e la percezione sono una comprensione creativa e attiva e che organizziamo le percezioni in strutture e forme con cui comprenderle. Senza ordine non capiremmo nulla, quindi il mondo è ordinato solo per essere percepito. Complessivamente, ha scritto quindici libri sulla psicologia percettiva e l'arte, l'architettura e il cinema.

## Opere principali
- Film als Kunst, Ernst Rowohlt, Berlin, 1932; trad. ing. Film, Faber & Faber, London, 1933; Film as art, University of California Press, Berkeley-Los Angeles, 1957; trad. it. Film come arte, Milano, Il Saggiatore, 1960.
- Radio, Faber & Faber, London, 1936; trad. it. La radio cerca la sua forma, Milano, Hoepli, 1937.
- Art and Visual Perception. A Psychology of the Creative Eye, University of California Press, Berkeley and Los Angeles, 1954; trad. it. Arte e percezione visiva, traduzione e prefazione di Gillo Dorfles, Milano, Feltrinelli, 1962; Nuova versione, Milano, Feltrinelli, 1979.
- Picasso's Guernica. Genesis of a Painting, University of California Press, Berkeley-Los Angeles 1962; trad. Gillo Dorfles, Guernica. Genesi di un dipinto, Milano, Feltrinelli, 1964; Abscondita, 2005.
- Toward a Psychology of Art. Collected Essays, University of California Press, Berkeley-Los Angeles, 1966; trad. it. Verso una psicologia dell'arte, Einaudi, Torino, 1969.
- Entropy and Art. An Essay on disorder and order, The Regents of the University of California, 1971; trad. it. di Renato Pedio, Entropia ed Arte. Saggio sul disordine e l'ordine, Torino, Einaudi, 1974.
- Visual Thinking, University of California Press, Berkeley-Los Angeles, 1969; trad. it. Il pensiero visivo, Torino, Einaudi, 1974.
- The Dynamics of Architectural Form, University of California Press, Berkeley-Los Angeles, 1977; trad. it. La dinamica della forma architettonica, Milano, Feltrinelli, 1981.
- Kritiken und Aufsätze zum Film, Carl Hanser, Munich/Wien, 1977; trad. ing. Film Essays and Criticism, University of Wisconsin Press, Madison, WI-London, 1997.
- The Power of the Center. A Study of Composition in the Visual Arts, University of California Press, Berkeley-Los Angeles, 1982; trad. it. Il potere del centro. Psicologia della composizione nelle arti visive, Torino, Einaudi, 1984.
- New Essays on the Psychology of Art, University of California Press, Berkeley-Los Angeles, 1986; trad. it. Intuizione e intelletto. Nuovi saggi di psicologia dell'arte, Milano, Feltrinelli, 1987.
- Parables of Sunlight. Observation on psychology, the arts, and the rest, University of California Press, Berkeley-Los Angeles, 1989; trad. it. Parabole della luce solare, Roma, Editori Riuniti, 1992.
- To the Rescue of Art, University of California Press, Berkeley-Los Angeles, 1992; trad. it. Per la salvezza dell'arte. Ventisei saggi, Milano, Feltrinelli, 1994.
- The Split and the Structure. Twenty-Eight Essays, University of California Press, Berkeley-Los Angeles, 1996.
- Die Seele in der Silberschicht. Medientheoretische Texte Photographie - Film - Rundfunk, Frankfurt am Main, Suhrkamp, 2004.
- I baffi di Charlot. Scritti italiani sul cinema 1932-1938, a cura di Adriano D'Aloia, Torino, Kaplan, 2009.